# Dino Panzanato
Dino Panzanato (Favaro Veneto, 3 agosto 1938 – Modena, 22 ottobre 2019) è stato un calciatore e allenatore di calcio italiano di ruolo difensore.
Ha militato in diverse squadre, tra cui L.R. Vicenza, Modena e Napoli. In carriera ha totalizzato complessivamente 295 presenze in Serie A, con all'attivo una rete (in occasione del pareggio interno del Napoli contro la Sampdoria della stagione 1965-1966) e 22 presenze in Serie B.

## Carriera

### Giocatore
Crebbe calcisticamente nelle giovanili della Mestrina, per poi passare al L.R. Vicenza in Serie A. Acquistato dall'Inter per 200 milioni, vi giocò solo qualche amichevole precampionato e poi fu ceduto in prestito al Modena, dove fu relegato spesso in panchina.
La successiva stagione l'Inter lo cedette definitivamente, per 57 milioni, al Napoli (all'epoca in Serie B), di cui diventerà una bandiera, giocandovi per nove stagioni e ottenendo la promozione in Serie A alla prima stagione, un secondo posto finale in Serie A nella stagione 1967-1968, sfiorando la vittoria nella Coppa Italia 1971-1972 – fu una sua autorete a sbloccare la finale tra il Milan e il suo Napoli, terminata con la sconfitta 0-2 degli azzurri – e aggiudicandosi la Coppa delle Alpi 1966.

#### Lamaxi-squalifica
Nella stagione 1968-1969 rimediò una maxi-squalifica di 9 giornate (la squalifica a giornate - e non a tempo- più lunga mai scontata nel campionato italiano, insieme a una squalifica di 11 giornate poi ridotte a 9 rimediata da Roberto Boninsegna) per la partecipazione alla rissa scatenatosi durante e dopo la sfida del San Paolo contro la Juventus a causa delle provocazioni ai danni del compagno di squadra Omar Sívori.

### Allenatore
Nella stagione 1980-1981 allenò il Chieti, mentre nell'annata 1981-1982 passò sulla panchina del Teramo; prima del termine del campionato fu sostituito da Carlo Florimbi.
Allenò il Casoria nella stagione 1982-1983, in Serie C2, sostituendo a campionato in corso Carmine Tascone e venendo poi da questi rimpiazzato prima della fine del torneo; successivamente guidò il Campania nella stagione 1985-1986, in C1.

## Statistiche

### Presenze e reti nei club
| Stagione            | Squadra             | Campionato          | Campionato | Campionato | Coppe nazionali | Coppe nazionali | Coppe nazionali | Coppe continentali | Coppe continentali | Coppe continentali | Altre coppe | Altre coppe | Altre coppe | Totale | Totale |
| Stagione            | Squadra             | Comp                | Pres       | Reti       | Comp            | Pres            | Reti            | Comp               | Pres               | Reti               | Comp        | Pres        | Reti        | Pres   | Reti   |
| ------------------- | ------------------- | ------------------- | ---------- | ---------- | --------------- | --------------- | --------------- | ------------------ | ------------------ | ------------------ | ----------- | ----------- | ----------- | ------ | ------ |
| 1958-1959           | Mestrina            | C                   | 25         | 0          | -               | -               | -               | -                  | -                  | -                  | -           | -           | -           | 25     | 0      |
| 1959-1960           | L.R. Vicenza        | A                   | 24         | 0          | CI              | 2               | 0               | -                  | -                  | -                  | -           | -           | -           | 26     | 0      |
| 1960-1961           | L.R. Vicenza        | A                   | 25         | 0          | CI              | 0               | 0               | -                  | -                  | -                  | -           | -           | -           | 25     | 0      |
| 1961-1962           | L.R. Vicenza        | A                   | 26         | 0          | CI              | 1               | 0               | -                  | -                  | -                  | -           | -           | -           | 27     | 0      |
| 1962-1963           | L.R. Vicenza        | A                   | 32         | 0          | CI              | 1               | 0               | -                  | -                  | -                  | CPKR        | 2           | 0           | 35     | 0      |
| Totale L.R. Vicenza | Totale L.R. Vicenza | Totale L.R. Vicenza | 107        | 0          |                 | 4               | 0               |                    | -                  | -                  |             | 2           | 0           | 113    | 0      |
| lug.-set. 1963      | Inter               | A                   | 0          | 0          | CI              | 0               | 0               | CC                 | 0                  | 0                  | -           | -           | -           | 0      | 0      |
| set. 1963-1964      | Modena              | A                   | 13+1       | 0+0        | CI              | 0               | 0               | -                  | -                  | -                  | CPKR        | 2           | 0           | 16     | 0      |
| 1964-1965           | Napoli              | B                   | 22         | 0          | CI              | 3               | 2               | -                  | -                  | -                  | -           | -           | -           | 25     | 2      |
| 1965-1966           | Napoli              | A                   | 34         | 1          | CI              | 2               | 0               | CM                 | 1                  | 0                  | -           | -           | -           | 37     | 1      |
| 1966-1967           | Napoli              | A                   | 30         | 0          | CI              | 1               | 0               | CDF                | 5                  | 0                  | CDA         | 0           | 0           | 36     | 0      |
| 1967-1968           | Napoli              | A                   | 24         | 0          | CI              | 2               | 0               | CDF                | 4                  | 0                  | -           | -           | -           | 30     | 0      |
| 1968-1969           | Napoli              | A                   | 13         | 0          | CI              | 2               | 0               | CDF                | 3                  | 0                  | -           | -           | -           | 18     | 0      |
| 1969-1970           | Napoli              | A                   | 14         | 0          | CI              | 3               | 0               | CDF                | 4                  | 0                  | -           | -           | -           | 21     | 0      |
| 1970-1971           | Napoli              | A                   | 29         | 0          | CI              | 11              | 0               | -                  | -                  | -                  | -           | -           | -           | 40     | 0      |
| 1971-1972           | Napoli              | A                   | 28         | 0          | CI              | 6               | 0               | UEFA               | 2                  | 0                  | -           | -           | -           | 36     | 0      |
| 1972-1973           | Napoli              | A                   | 3          | 0          | CI              | 3               | 0               | -                  | -                  | -                  | -           | -           | -           | 6      | 0      |
| Totale Napoli       | Totale Napoli       | Totale Napoli       | 197        | 1          |                 | 33              | 2               |                    | 19                 | 0                  |             | -           | -           | 249    | 3      |
| 1973-1974           | Latina              | C                   | 33         | 1          | -               | -               | -               | -                  | -                  | -                  | -           | -           | -           | 33     | 1      |
| Totale carriera     | Totale carriera     | Totale carriera     | 375        | 2          |                 | 37              | 2               |                    | 19                 | 0                  |             | 4           | 0           | 435    | 4      |

## Palmarès

### Giocatore
- Coppa delle Alpi: 1

Napoli: 1966